# Новопавловка (Врадиевский район)
Новопа́вловка (укр. Новопавлівка) — село в Первомайском районе Николаевской области Украины.
Основано в 1787 году. Население по переписи 2001 года составляло 918 человек. Почтовый индекс — 56341. Телефонный код — 5135. Занимает площадь 1,719 км².

## Местный совет
56341, Николаевская обл., Первомайский р-н, с. Новопавловка, ул. Ленина, 30